# Judengraben (Kronach)
Judengraben ist ein Gemeindeteil der Kreisstadt Kronach im Landkreis Kronach (Oberfranken, Bayern).

## Geographie
Das Dorf liegt am Rande einer Anhöhe, die in Richtung Westen bereits in das Tal des Föritzbächleins abfällt. Eine Gemeindeverbindungsstraße führt nach Brunnschrott (0,9 km nordöstlich) bzw. nach Ellmershaus (0,5 km südöstlich).

## Geschichte
Gegen Ende des 18. Jahrhunderts gab es in Judengraben 6 Anwesen. Das Hochgericht übten die Rittergüter Schmölz-Theisenort und Küps-Theisenort im begrenzten Umfang aus. Sie hatten ggf. an das bambergische Centamt Kronach auszuliefern. Grundherren waren das Rittergut Schmölz-Theisenort (4 Fronsölden) und das Rittergut Küps-Theisenort (2 Fronsölden).
Mit dem Gemeindeedikt wurde Judengraben dem 1808 gebildeten Steuerdistrikt Theisenort und der 1818 gebildeten Ruralgemeinde Gehülz zugewiesen. Am 1. Mai 1978 wurde Judengraben im Zuge der Gebietsreform in Bayern in Kronach eingegliedert.

### Einwohnerentwicklung
| Jahr      | 001818 | 001861 | 001871 | 001885 | 001900 | 001925 | 001950 | 001961 | 001970 | 001987 |
| Einwohner |        | 38     | 26     | 25     | 27     | 20     | 18     | 17     | 14     | 52     |
| Häuser    | 5      |        |        | 4      | 4      | 3      | 3      | 3      |        | 15     |
| Quelle    | [ 5 ]  | [ 7 ]  | [ 8 ]  | [ 9 ]  | [ 10 ] | [ 11 ] | [ 12 ] | [ 13 ] | [ 14 ] | [ 1 ]  |

## Religion
Der Ort war ursprünglich katholisch und nach St. Johannes der Täufer (Kronach) gepfarrt. Seit der Gründung der Pfarrei St. Bonifatius (Gehülz) in der ersten Hälfte des 20. Jahrhunderts sind die Katholiken dorthin gepfarrt.